# سوان لیک (میسیسیپی)
سوان لیک (به انگلیسی: Swan Lake) یک منطقهٔ مسکونی در ایالات متحده آمریکا است که در شهرستان تالاهاتچی، میسیسیپی واقع شده‌است. سوان لیک ۴۵٫۱۱ متر بالاتر از سطح دریا واقع شده‌است.